# كنيسة القديس أندرو (القدس)
كنيسة القديس أندرو أو الكنيسة الاسكتلندية التذكارية هي كنيسة في القدس أنشئت كنصب تذكاري للجنود الاسكتلنديين الذين قتلوا في معاركهم مع الجيش التركي خلال حملة سيناء وفلسطين في الحرب العالمية الأولى، والتي أدت إلى إنهاء الحكم العثماني في فلسطين. تُمثل كنيسة القديس أندرو مجمع الكنيسة المشيخية لكنيسة اسكتلندا.

## لمحة تاريخية

### في فترة الانتداب البريطاني في فلسطين
وضع اللورد اللنبي حجر أساس كنيسة القديس أندرو في 7 أيار (مايو) عام 1927، ثُم افتتحت الكنيسة في عام 1930، وعين نينيان هيل راعياً لها. كان نينيان هيل مالك سفينة في إدنبرة قبل أن يُصبح أحد النشطاء الرئيسيين للكنيسة التذكارية، وأحد كهنتها.
ارتاد الكنيسة الكثير من الاسكتلنديين الذين خدموا في إدارة الانتداب البريطاني والجنود الذين خدموا مع الأفواج الاسكتلندية المتمركزة في فلسطين خلال فترة الانتداب وأثناء الحرب العالمية الثانية.

### في الفترة ما بين عامي 1947-1967
أصبحت كنيسة القديس أندرو في خط المواجهة بعد اندلاع الصراع بين الفلسطينيين العرب واليهود في عام 1948. كان القتال يدور في البداية ما بين القوات اليهودية في القدس الغربية والقوات العربية غير النظامية في البلدة القديمة، ثُم أصبح بين جنود الفيلق العربي الأردني والجيش الإسرائيلي. وقع مبنى الكنيسة في قلب تلك الأحداث، بينما بقي راعي الكنيسة الأب ويليام كلارك كير في الكنيسة طيلة هذه الفترة يقرع جرس الكنيسة ويؤدي خدمات الأحد. ولا يزال مبنى الكنيسة حتى الآن يحمل علامات القتال خلال حرب الأيام الستة التي وقعت في عام 1967.

## البعثات والحضور الاسكتلندي

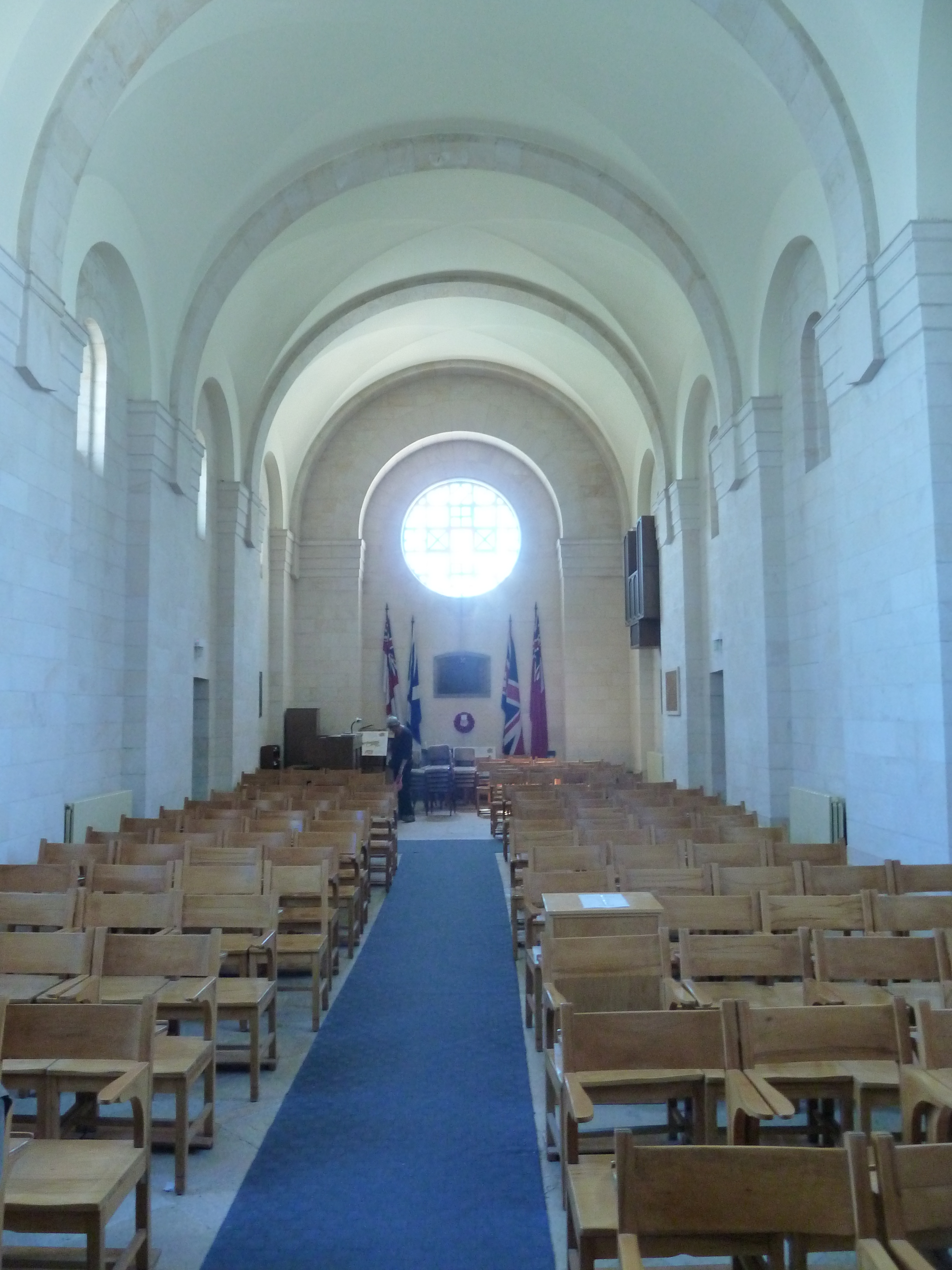
كنيسة القديس أندرو من الداخل

بدأت البعثات الاسكتلندية الأولى تتوافد إلى مدينة الجليل في منتصف القرن التاسع عشر، وعلى مدى المائة عام التالية، شارك الإسكتلنديون المشيخيون بنشاط في مجالات التعليم والطب. وبعد الحرب العالمية الأولى ، استمر الانتداب البريطاني على فلسطين حتى عام 1948، فأدى هذا إلى زيادة كبيرة في عدد الأسكتلنديين الذين يعيشون ويعملون في القدس. وبعد انتهاء الانتداب وإقامة دولة إسرائيل، انخفض عدد الأسكتلنديين العاملين في القدس بشكل كبير. موقع كنيسة القديس أندرو قريب جدًا من الخط الأخضر الذي يقسم القدس سياسيًا، ويفصلها عن المجتمع المسيحي في البلدة القديمة.

### في الوقت الحاضر
تكون كنيسة القديس أندرو مفتوحة للخدمات يوم الأحد وتدير فندق ودار ضيافة. ويشغل القس موريال بيرسون منصب الراعي الحالي لكنيسة القديس أندرو اعتبارًا من عام 2022.

## المبنى
صمّم المهندس المعماري البريطاني كليفورد هوليداي كنيسة القديس أندرو في عام 1927. يقف مبنى الكنيسة النظيف البسيط بجناحه الذي يضم دارًا للمسنين في وادي هنوم على مقربة من أسوار المدينة القديمة، ويُشبه نمط الكنيسة نمط قلعة هايلاند ومحمييتها.
يحتوي المبنى على عناصر غربية وشرقية فيتضمن تفاصيل تذكّر بالعمارة الصليبية، إلى جانب زخارف تذكر بالبلاط الزخرفي الأرمني. صُنعت النوافذ الزجاجية الملونة من زجاج هيبرون الأزرق مع ألواح من الجص، بأسلوب هندسي نموذجي على طراز فن الآرت ديكو بحيث تجمع بين اللاتينية وصليب سانت أندرو الاسكتلندي على شكل حرف x.
هُناك لوحة مثبتة على الأرض أمام طاولة القربان تحمل اسم الملك روبرت بروس الذي أوصى أن يدفن قلبه في القدس بعد موته. حاول رفيقه في السلاح السير جيمس دوغلاس إحضاره إلى الأرض المقدسة لكنه سقط في المعركة بينما كان في طريقه من إسبانيا، فأعيد قلب بروس ورفات دوغلاس إلى اسكتلندا.

## مرافق خارج القدس
تدير كنيسة القديس أندرو أيضًا مدرسة طابيثا الدولية، وهي مدرسة للغة الإنجليزية تقع في مدينة يافا تقبل الأطفال المسيحيين واليهود والمسلمين على السواء. كما تُدير الكنيسة مرفق آخر وهو فندق الفندق الاسكتلندي الذي يقع في مدينة طبريا وتم تجديده مؤخرا. تتضمن مرافق الكنيسة أيضا مركز كنيسة اسكتلندا وهو مبنى عريق يقع إلى جوار الفندق وكان يُعرف في السابق باسم المستشفى الاسكتلندي أو مستشفى الدكتور تورانس.